# Tisícovka

Sněžka (1603 m n. m.), nejvyšší česká hora, nejvyšší hora Krkonoš

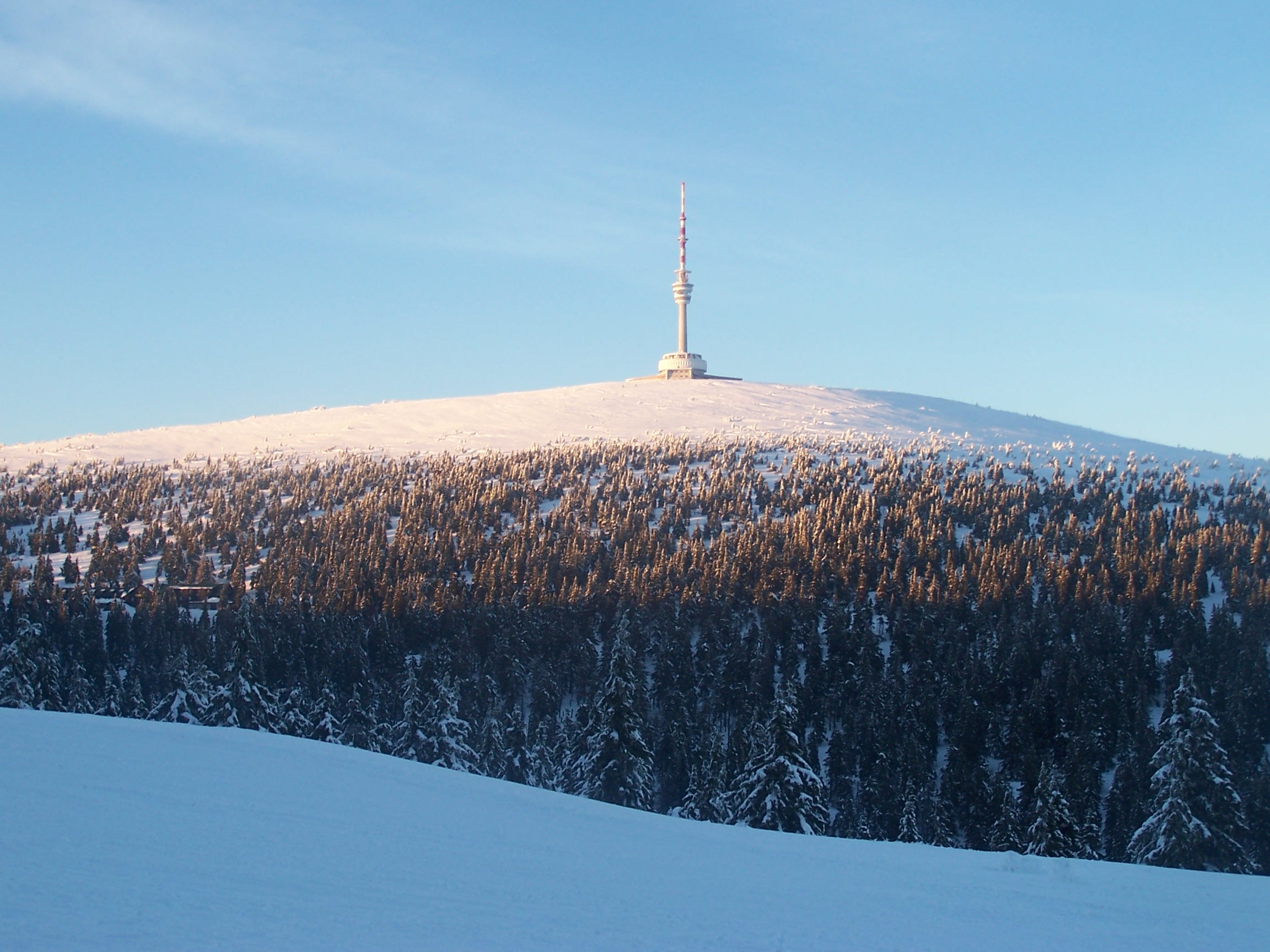
Praděd (1491 m n. m.), pátá nejvyšší česká tisícovka, nejvyšší hora Hrubého Jeseníku, Moravy i Slezska

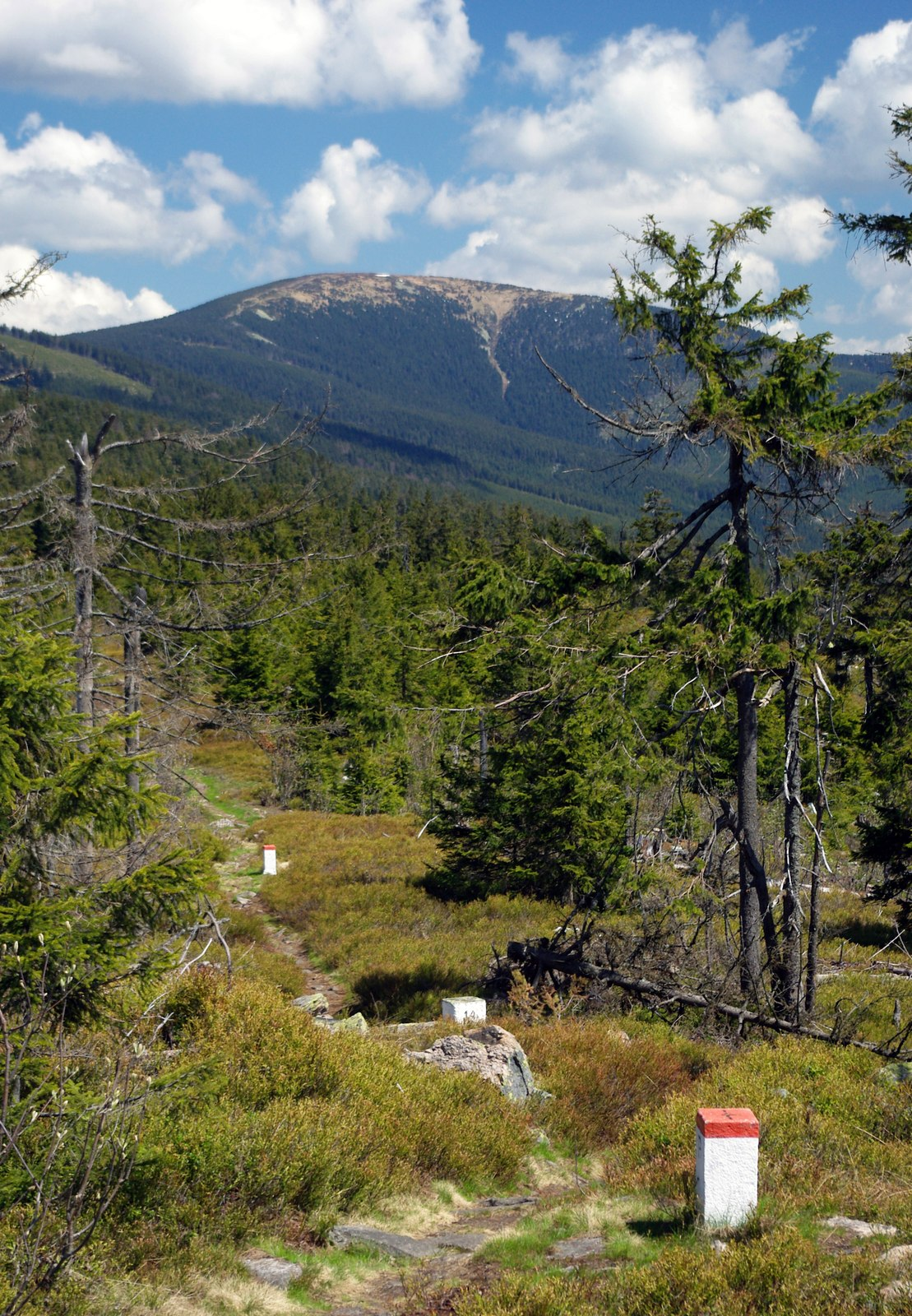
Králický Sněžník (1423 m n. m.), dvanáctá nejvyšší česká tisícovka a nejvyšší hora stejnojmenného pohoří

Tisícovka je hora, jejíž vrchol přesahuje nadmořskou výšku 1000 m.

### Externí odkazy

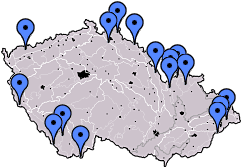
[https://www.google.com/maps/d/embed?mid=zGBQSsyKZ1A0.k-tIWqzBnupE Interaktivní mapa tisícovek

## Tisícovky v Česku
V Česku se nachází několik set hor, jejichž vrchol přesahuje výšku 1000 m n. m. Pro zjištění jejich přesného počtu je nutné zvolit dodatečná kritéria k rozlišení samostatného vrcholu od pouhého předvrcholu nebo spočinku. Dodatečné kritérium je potřeba i pro obdobné zahraniční seznamy nejvyšších hor, pro které se nejčastěji používá prominence (relativní výška, převýšení od sedla s vyšší horou), případně ještě izolace (osamocenost, vzdálenost vrcholu od nejbližšího vyššího místa). Například pro himálajské osmitisícovky je kromě výšky 8000 m n. m. určující i prominence alespoň 500 metrů, v seznamu alpských čtyřtisícovek podle UIAA je použito 100 metrů.
České hory jsou výrazně nižší než himálajské nebo alpské, a tak jsou za samostatné vrcholy považovány i hory s výrazně nižší prominencí. Autoři publikace Tisícovky Čech, Moravy a Slezska zvolili pro tzv. hlavní vrchol 15 metrů, pro vedlejší vrchol potom 5 metrů. Autoři projektu Ultratisícovky zavedli dodatečnou kategorii vrcholů – ultratisícovku, což je tisícovka s prominencí alespoň 100 metrů a izolací 1 km.
Celkový počet českých tisícovek pak záleží na zvolené kategorii vrcholů – všech tisícovek je 586, z toho 396 hlavních a 190 vedlejších vrcholů. Ultratisícovek je 94. Počty tisícovek v jednotlivých geomorfologických celcích (pohořích) ukazuje následující tabulka. Zdaleka nejvíc tisícovek se nachází na Šumavě (291) a dále v Hrubém Jeseníku (85), Krkonoších (72) a Moravskoslezských Beskydech (33):
| Pohoří                        | TISÍC OVEK | Ultra (>100) | Hlavní (>15) | Vedlejší (5-10) | Nejvyšší vrchol  | Výška  | Promi- nence | Izo- lace |
| ----------------------------- | ---------- | ------------ | ------------ | --------------- | ---------------- | ------ | ------------ | --------- |
| Šumava                        | 291        | 36           | 183          | 108             | Plechý           | 1378 m | 0508 m       | 042 km    |
| Hrubý Jeseník                 | 85         | 12           | 55           | 30              | Praděd           | 1491 m | 0983 m       | 128 km    |
| Krkonoše                      | 72         | 12           | 54           | 18              | Sněžka           | 1603 m | 1197 m       | 290 km    |
| Moravskoslezské Beskydy       | 33         | 10           | 27           | 6               | Lysá hora        | 1324 m | 0769 m       | 054 km    |
| Krušné hory                   | 21         | 3            | 14           | 7               | Klínovec         | 1244 m | 0748 m       | 133 km    |
| Rychlebské hory               | 17         | 1            | 9            | 8               | Smrk             | 1127 m | 0312 m       | 006 km    |
| Jizerské hory                 | 15         | 5            | 14           | 1               | Smrk             | 1124 m | 0184 m       | 011 km    |
| Králický Sněžník              | 15         | 3            | 12           | 3               | Králický Sněžník | 1423 m | 0664m        | 030 km    |
| Orlické hory                  | 15         | 2            | 11           | 4               | Velká Deštná     | 1116 m | 0587 m       | 029 km    |
| Šumavské podhůří              | 11         | 3            | 7            | 4               | Libín            | 1094 m | 0269 m       | 011 km    |
| Novohradské hory              | 5          | 3            | 4            | 1               | Kamenec          | 1073 m | 0156 m       | 004 km    |
| Český les                     | 2          | 1            | 2            | 0               | Čerchov          | 1042 m | 0527 m       | 019 km    |
| Hostýnsko-vsetínská hornatina | 1          | 1            | 1            | 0               | Vysoká           | 1024 m | 0224 m       | 009 km    |
| Javorníky                     | 1          | 0            | 1            | 0               | Malý Javorník    | 1019 m | 0042 m       | 002 km    |
| Ještědsko-kozákovský hřbet    | 1          | 1            | 1            | 0               | Ještěd           | 1012 m | 0517 m       | 018 km    |
| Hanušovická vrchovina         | 1          | 1            | 1            | 0               | Jeřáb            | 1003 m | 0398 m       | 008 km    |
| CELKEM                        | 586        | 94           | 396          | 190             |                  |        |              |           |

Nejvyšší českou tisícovkou je Sněžka (1603 m), následovaná Luční horou (1556 m), Studniční horou (1555 m), Vysokým kolem (1509 m) a Pradědem (1491 m), což je nejvyšší hora mimo Krkonoše. Kompletní výčet obsahuje Seznam tisícovek v Česku.
V pohořích nedosahujících 1000 m n. m. se pro odlišení nejvýznamnějších hor používá jiná výška, například v Brdech se nachází 10 osmistovek, ve Žďárských vrších je 18 osmistovek a v Lužických horách 10 sedmistovek.

## Tisícovky v zahraničí

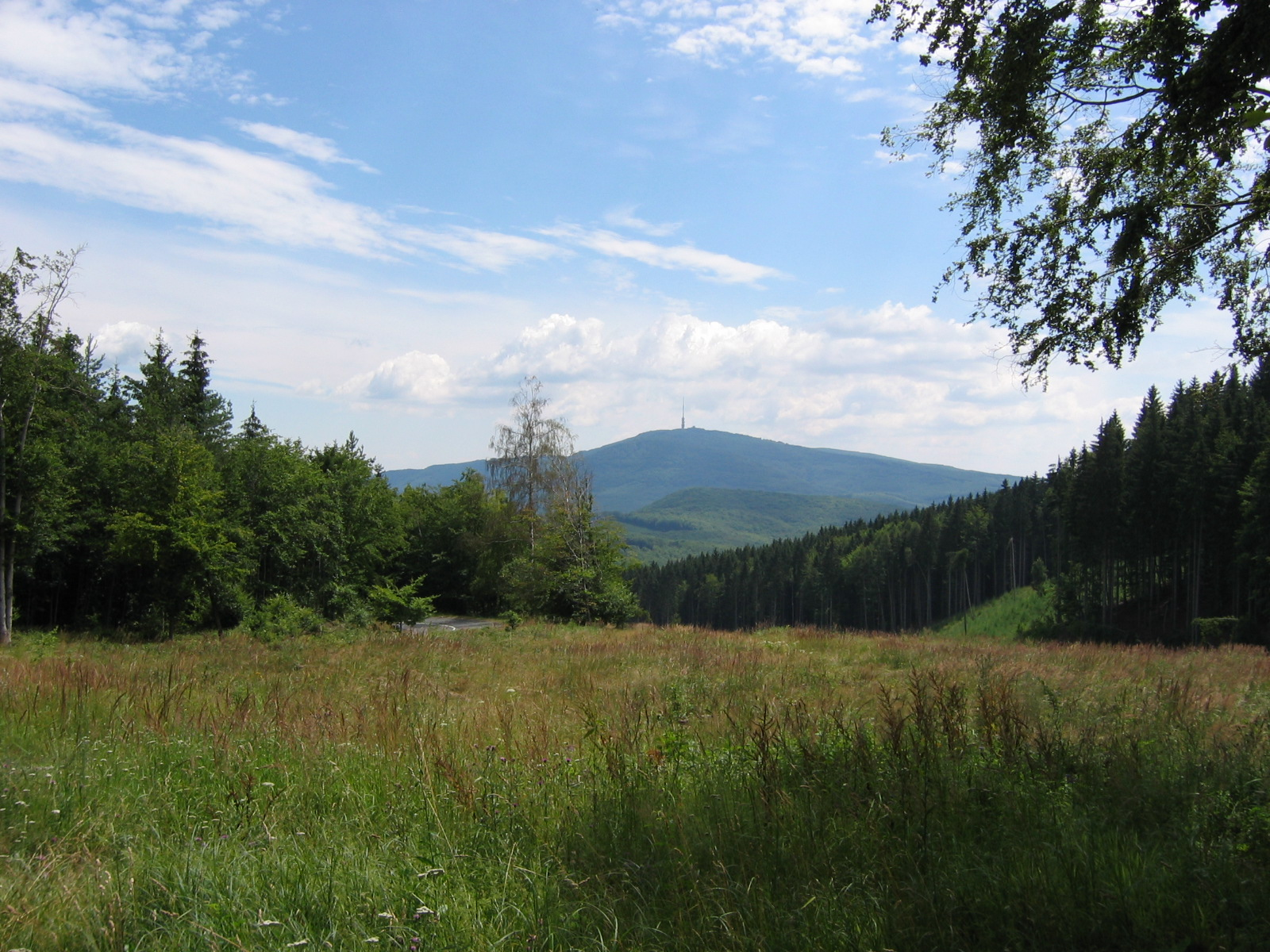
Kékes (1014 m n. m.), jediná maďarská tisícovka

Sledování a zdolávání tisícovek v zahraničí záleží především na 3 skutečnostech:
- zda jsou vůbec v dané zemi nějaké hory vyšší než 1000 m
- zda nejsou v dané zemi hory výrazně vyšší[6]
- zda se v dané zemi používá metrická soustava[7]

Tisícovka je nejvyšší horou v Chorvatsku (Sinjal), Finsku (Halti) nebo Maďarsku (Kékes), z mimoevropských zemí pak např. v Mali (Hombori Tondo), Izraeli (Har Meron), Jižní Koreji (Halla-san) nebo na Kubě (Pico Turquino).
V Himálaji se zdolávají osmitisícovky, v bývalém Sovětském svazu sedmitisícovky, v Andách šestitisícovky, v Alpách čtyřtisícovky, v Pyrenejích a v Japonsku třítisícovky, na Slovensku a ve Švédsku dvoutisícovky apod.
V zemích používajících imperiální jednotky rozdělují hory podle výšky ve stopách. Ve Skotsku mají propracovaný systém Munros, což jsou hory vyšší než 3000 stop (zhruba 915 m), pojmenované po siru Hughovi Munrovi, geodetovi, který publikoval jejich první seznam už v roce 1891. V USA mají pro změnu Fourteeners, což jsou hory nad 14 000 stop (zhruba 4267 m) s prominencí alespoň 300 stop (91 m).